# Obec (Česko)
V Česku je obec veřejnoprávní korporací, která je základní jednotkou veřejné správy, územní samosprávný celek základního stupně. Vyšším územně samosprávným celkem je kraj. V tomto smyslu je subjektem samosprávy a v různé míře, podle typu obce, také vykonavatelem státní správy.
Základní definici obce obsahuje zákon o obcích: „Obec je základním územním samosprávným společenstvím občanů; tvoří územní celek, který je vymezen hranicí území obce.“ V lednu 2022 se v Česku nacházelo 6254 obcí a 4 vojenské újezdy, které jsou v některých případech (např. pro statistické účely) řazeny mezi obce.

## Historie obcí v Česku
Území bylo rozčleněno na osady neboli katastrální obce již v rámci zpracování josefinského katastru. Při zpracování map stabilního katastru kolem roku 1840 bylo na Moravě a ve Slezsku naměřeno 3724 osad (roku 1930 to bylo 3326 obcí). Rozdělení země se mělo v podstatě přidržovat obcí josefínského katastru, ale ve skutečnosti došlo k rozdělování některých větších obcí o několika osadách: osady, které měly větší rozlohu než 250 čtverečních jiter a tvořily uzavřený celek, se staly samostatnými katastrálními obcemi. Naopak ke slučování sousedních osad se přistupovalo, pokud v josefínském katastru katastrální obec měřila méně než 250 jiter nebo když pozemky obou vesnic byly příliš prostoupeny vzájemnými enklávami.
Obce jako samosprávné jednotky vznikly v rámci reforem v roce 1850, kdy byla zákonem ze 17. března 1849 zrušena dosavadní panství a vrchnostenské zřízení a nejnižší jednotkou správy se staly obce. Příslušnost obcí ke krajům, okresům a soudům byla však v českých zemích dořešena až nařízeními z roku 1854 (pro Moravu a Slezsko nařízení č. 103 a 104 z 21. dubna 1854, pro Čechy nařízení č. 274 z 19. října 1854). V těchto nařízeních se používají termíny místní obec (později označovány jen obec) a katastrální obec (později nazývány osada). V 60. a 70. letech 19. století se počet obcí zvyšoval.
Československý zákon č. 405/1922 Sb. z. a n. ke slučování a rozlučování obcí a změnám hranic obcí a okresů zmocnil vládu.

### Obce v poválečném Československu
Po druhé světové válce byl dekretem prezidenta republiky č. 121/1945 Sb. z. a n. z 27. října 1945 obnoven předválečný stav k 29. září 1938.
Za komunistického režimu v souvislosti se zřízením národních výborů obce ztratily faktickou právní subjektivitu, třebaže i nadále existovaly formálně volené obecní orgány. Postavení obcí definoval československý ústavní zákon o národních výborech (12/1954 Sb.) a zákon o národních výborech, 13/1954 Sb., později 65/1960 Sb. a 69/1967 Sb. Státní orgány (ministerstvo vnitra a národní výbory) mohly ve stanovených případech stanoveným způsobem zasahovat do územního uspořádání obcí. Od roku 1954 o obcích rozhodovaly krajské národní výbory, které si však musely předem zjistit stanovisko dotčených obcí. Celkově v poválečných letech převládala tendence ke slučování obcí. Metodický pokyn č. 33 z 27. září 1961 Sbírky směrnic pro národní výbory (částka 9) stanovil: „Provádět územní změny obcí nelze jen z hlediska zájmů části občanů nebo jen pro odstranění přechodných potíží, ale z důležitých zájmů, zejména pro další rozvoj výstavby obcí v souladu s plánovanou výstavbou okresu a důležitými zájmy obyvatelstva… K slučování obcí se zpravidla přistupuje tam, kde obce svou zástavbou tvoří ve skutečnosti jeden celek nebo kde došlo ke sloučení JZD, přispěje-li sloučení obcí k dalšímu rozvoji zemědělské výroby a hospodářské a kulturní výstavbě obcí“.
Podle § 2 odst. 4 zákona č. 13/1954 Sb., § 13 odst. 6 zákona č. 65/1960 Sb. a podle § 9 zákona č. 69/1967 Sb. mohl být rozhodnutím nadřízeného (zpočátku krajského, později okresního) národního výboru zřízen jeden společný MNV pro několik obcí. Podle zákona z roku 1954 rozhodoval krajský národní výbor, který byl povinen zjistit stanovisko zúčastněných obcí. Novější zákony umožňovaly takové rozhodnutí pouze na návrh dotčených MNV a „se souhlasem obyvatel“ (1960) či „se souhlasem občanů“ (1967). Obce sloučené pod společný MNV zůstávaly teoreticky i nadále obcemi, fakticky však později byl považován za obec celý správní obvod MNV, což však vzhledem k neexistenci právní subjektivity obcí byl pouze terminologický problém (po roce 1989 toho však některé části využily v žádosti o obnovení MNV). Tendence ke zřizování společných MNV pro více obcí i ke slučování obcí posílil zejména zákon č. 69/1967 Sb. Při sloučení MNV pak v nesídelní obci působil občanský výbor, který z pověření pléna MNV mohl zajišťovat i výkon celé správy kromě rozhodování ve věcech státní správy. Občanské výbory však byly zřizovány i pro části, které byly připojeny a nebyly již samostatnými obcemi. Předsedové občanských výborů byly členy rady MNV. Systematické slučování obcí pokračovalo až do konce 80. let. Zákonem ČNR č. 49/1982 Sb. byl novelizován § 9 zákona o obcích tak, že krajský národní výbor mohl určit některé obce jako tzv. střediskové obce, tedy obce, jejichž místní národní výbor měl tzv. rozšířenou působnost, a to i pro blízké obce, které střediskovými obcemi nebyly.

### Obnovení samosprávných obcí
Po listopadu 1989 žádaly o obnovení samosprávného orgánu jak mnohé obce, které formálně nikdy nezanikly, ale jen v nich byl zrušen MNV, tak i mnohé části, které byly v předchozích desetiletích sloučeny. V první vlně o obnovení obcí rozhodovaly okresní národní výbory, o názvech obnovených obcí rozhodovaly rady krajských národních výborů.
Zákonem České národní rady o obcích (obecní zřízení) (č. 367/1990 Sb.,), byla ke dni voleb obnovena právní subjektivita obcí a byla rozlišena samostatná a přenesená působnost obcí. Obcemi jsou podle tohoto zákona územní celky, které byly obcemi ke dni nabytí jeho účinnosti, a obce nově vzniklé podle tohoto zákona; o zřízení obcí rozhodovalo na návrh obce ministerstvo vnitra. Práva a povinnosti místních a městských národních výborů přešly ke dni nabytí účinnosti zákona na obce, v nichž měly tyto národní výbory sídlo. Obcemi přidruženými pod společný MNV se sídlem v jiné obci se zákon č. 367/1990 Sb. speciálně nezabývá a nezmiňuje je. Původní verze zákona č 367/1990 Sb. také nestanovovala žádný minimální limit počtu obyvatel pro vznik nové obce. Zákon č. 152/1994 Sb. „o volbách do zastupitelstev v obcích a o změně a doplnění některých dalších zákonů“, pak ve čtvrté části, v § 63, stanovil limit 300 obyvatel
Další změny přinesl od 12. listopadu 2000 nový zákon o obcích (č. 128/2000 Sb.), který kromě jiného zvýšil minimální limit počtu obyvatel nové obce na 1000. Zatímco zákon z roku 1990 definoval obec jako územní celek, zákon z roku 2000 jako územní samosprávné společenství občanů, tvořící územní celek. Postavení Prahy jako obce je upraveno zákonem o hlavním městě Praze (č. 131/2000 Sb.).

### Úvahy o dalších reformách
Česko má podle článku z roku 2002 přes 6200 samospráv, z toho polovina obcí má méně než 400 obyvatel a průměr je méně než 1700 na jednu obec, což je nejméně v Evropské unii. Opakovaně se objevují úvahy a návrhy na snižování počtu obcí.
Zatímco z hlediska optimalizace nákladů, spádovosti a dostatečně odborného zajištění činností se optimální velikost obce pohybuje řádově spíše kolem 5000 nebo až v desetitisících obyvatel, přednost malých obcí, označovaná v odborné literatuře výrazem „small is beautiful“, tj. například lepší informační tok mezi orgány obce a občany nebo menší anonymita vedení, se ve výzkumech v Česku a Maďarsku potvrdily pouze u obcí s méně než 1000 obyvateli, ve větších nikoliv.
Vláda 22. listopadu 2006 vzala na vědomí Souhrnnou analýzu působností vykonávaných orgány územních samosprávných celků a uvolnila peníze na další studii Identifikace kompetencí zatěžujících výkon veřejné správy se zvláštním přihlédnutím k malým obcím, kterou si objednalo u konsorcia dvou zpracovatelů: Masarykova univerzita - Centrum pro regionální rozvoj pod vedením společnosti GaREP, spol. s r.o., společnost pro regionální ekonomické poradenství. 
Na roztříštěnost samosprávy dlouhodobě upozorňuje Organizace pro hospodářskou spolupráci a rozvoj, v roce 2016 OECD vládním představitelům doporučila začít významně podporovat slučování obcí. Ministerstvo vnitra navzdory doporučení žádné centrálně řízené slučování obcí neplánovalo, naopak ve strategických dokumentech hledalo možné budoucí formy zlepšení výkonu veřejné správy v malých obcích s vědomím zvláštností českých reálií. Může jít o metodickou a vzdělávací podporu, snížení administrativní zátěže a zejména společný postup obcí v oblastech odpadového hospodářství, energetiky, provozování vodovodů a kanalizací, školství, sociálních služeb nebo veřejných zakázek.
V dokumentu Národní ekonomické rady vlády z roku 2022 se psalo: „Česká republika má dlouhodobě neobyčejně zbytnělý sektor samospráv a místních vlád, který téměř nemá srovnání se zbytkem Evropy. Dle počtu obyvatel má nejmenší průměrnou velikost obce ze všech zemí Evropské unie, zhruba 1 700. Celkový počet obcí je naopak zcela extrémní, 6 254, a s výjimkou Slovenska a Francie nevídaný. (…) Kvůli existenci velkého počtu malých obcí dochází k neefektivnímu násobení činností, neexistenci úspor z rozsahu, kumulaci volných zdrojů na úrovni každé obce tak, aby každá měla svůj polštář, velkým nákladům na samotný provoz obcí a k neúměrné zátěži tohoto systému pro celé veřejné finance, neboť obce nemají vlastní zdroje.“ NERV navrhovala zvážit administrativní stanovení minimální velikosti obce, například na úrovni tisíc obyvatel či výše, s tím, že menší obce by dostaly možnost přechodného období ke svému spojení s jinými obcemi. Taková redukce by podle rady přinesla roční úsporu 10 miliard korun. Návrh v médiích objahoval člen NERV a poradce premiéra Daniel Münich.
Místopředseda krajského shromáždění Sdružení místních samospráv Tomáš Šulák se vyjádřil zásadně proti, a počet samospráv označil za kulturní a historickou hodnotu. Navrhl opak,     snížit hranici pro vznik nové obce z 1000 na 500 obyvatel. Starosta Sušice uvedl, že toto dělali již komunisté, přineslo to sice možná nějaké úspory, ale nadělalo to spoustu problémů a pro malé obce to bylo likvidační. Vedoucí projektový manažer Svazu měst a obcí Antonín Lízner označil opatření za zcela jistě nevhodné a rovněž připomněl, že v socialistickém Československu bylo nepříliš úspěšné a že malé obce připojené ke střediskové se dostaly absolutně na okraj zájmů a začaly velmi tvrdě stagnovat. Lízner upřednostňoval dobrovolné spojovaní agend obcí prostřednictvím svazků obcí, což by Münich považoval za rovněž přijatelné, pokud k takové spolupráci budou mít obce motivaci a prostředí. Ministr financí Zbyněk Stanjura označil návrh na slučování obcí za slepou cestu. Místopředseda vlády Vít Rakušan uvedl, že současný velký počet samospráv funguje dobře. Proti se vyslovili i předsedové poslaneckých klubů ODS Marek Benda a KDU-ČSL Marek Výborný.
Novelizačním zákonem č. 418/2023 Sb. byl s účinností od 1. ledna 2024 upraven zákon o obcích tak, že obce mohou vytvářet společenství obcí, což je speciální status pro dobrovolné svazky s výlučným členstvím, sdružující významný počet obcí z téhož správního obvodu obce s rozšířenou působností, a přenášet přenesené působnosti obcí I. stupně (s výjimkou volebních záležitostí) na zaměstnance společenství obcí (tzv. létajícího úředníka).

### Názvy obcí
Do poloviny 19. století nebylo místopisné názvosloví úředně kodifikováno ani ustáleno. V nejstarších katastrech (berní ruly ze 17. století, tereziánský a josefinský katastr z 18. století) nejsou přesné a ustálené názvy míst.
Zoficializována byla jména až zavedením obecního zřízení v roce 1850, kdy právo obce na jméno bylo jedním z práv, které obcím přiznávala praxe rakouského ministerstva vnitra. Za nejstarší všeobecnou oficiální úpravu místních jmen v Čechách, na Moravě a ve Slezsku jsou považována nařízení z roku 1854, která na základě obecního zákona stanovila politickou a soudní organizaci korunních zemí a byla zveřejněná jak v říšském zákoníku, tak v zemských věstnících. Tato nařízení byla považována za pramen pro posuzování autenticity místních jmen obcí. Z nich vycházelo i nařízení zemské organizační komise s názvem Zevrubný popis rozdělení země království Českého, vydaný č. 60 z 9. prosince 1854 odd. II. Věstníku vlády zemské pro království české. Vycházel z Palackého „Popisu království českého“ z roku 1848 a přidržel se mnoha v něm uvedených českých pojmenování. Na Moravě vyšel ve Věstníku vlády zemské v odd. II jako vyhláška č. 33 z 12. června 1854 tabelární přehled místních a katastrálních obcí dle okresů, avšak podoba některých názvů se lišila od podoby v zemském organizačním nařízení z téhož roku. Místodržitelství a statistický úřad vydávaly opakovaně též různá repertoria, seznamy míst či lexikony obcí, ale v nich uváděné názvy nebyly považovány za autentické.
Změna názvu obce byla povolována jen na žádost obce podložené usnesením obecního zastupitelstva, a rozhodovat o žádosti bylo oprávněno rakouské ministerstvo vnitra ve srozumění s ministerstvy spravedlnosti a financí po slyšení zemského výboru, vrchního zemského soudu a zemského finančního ředitelství. Obec nesla náklady na změny v pozemkových knihách, katastru daní a zveřejnění v úředních listech (zemských věstnících, resp. Pražských novinách). Změny názvu proti vůli obce nebyly prováděny.
Do roku 1918 byly názvy stanoveny dvojjazyčně, česky i německy. Po roce 1918 vznikl tlak na revizi názvosloví měst, obcí a osad. Zpočátku byl úřední postup příliš zdlouhavý, proto byla 7. listopadu 1919 zřízena při ministerstvu vnitra Stálá komise pro stanovení úředních názvů v republice Československé, v niž byly zastoupeny všechny zainteresované instance, tj. zpočátku 23 členů. Dbala na hlediska správní, historická, filologická i národní. Ministerstvo zásadně nepostupovalo proti vůli obcí. Ministerská komise využívala také výsledky práce Místopisné komise České akademie věd, která působila od roku 1912, kdy uspořádala mezi obcemi dotazníkovou akci, jejíž výsledek později předala ministerstvu vnitra. V roce 1919 také okresní politické správy zhotovovaly seznamy míst pro sčítání lidu 15. února 1921.
Právní základ pro revizi místopisného názvosloví položil zákon č. 266/1920 Sb. z 14. dubna 1920, o názvech měst, obcí, osad a ulic, jakož i označování obcí místními tabulkami a číslování domů, který byl historicky první legislativní úpravou názvů obcí. Podle § 1 tohoto zákona úřední jméno města, obce, osady či části osady stanovoval ministr vnitra. Nařízení vlády č. 324/1921 Sb. mimo jiné stanovilo, jakou podobu mají mít nové místní tabulky s názvy. Na základě zákona č. 266/1920 Sb. a na základě výsledků sčítání lidu vydaly ministerstvo vnitra a státní úřad statistický Statistický lexikon obcí v Čechách a Statistický lexikon obcí na Moravě a ve Slezsku jako úřední seznamy míst (názvů obcí, osad a částí osad) stanovené výnosem ministra vnitra Jana Malypetra ze dne 23. června 1923, čís. 43 354 pro Čechy a ze dne 17. listopadu 1924, čís. 75 000 pro Moravu a Slezsko.
V souvislosti s reformou územního členění a státní správy v roce 1960 byly obce, které měly názvy duplicitní v rámci okresu, vyzvány, si určily nový název s použitím přídomku. Pokud se však shodovaly názvy osad v různých obcích nebo název obce a osady, rozlišení názvu nebylo vyžadováno. Podle § 17 zákona č. 36/1960 Sb., o územním členění státu, vydalo ministerstvo vnitra v roce 1960 Seznam obcí Československé socialistické republiky 1960 podle stavu ke dni 1. července 1960, v němž byly zveřejněny úřední názvy obcí a osad.
Od 60. let až do počátku 90. let 20. století jména obcí a jejích místních částí podle vyhlášky č. 97/1961 Sb., o názvech obcí, označování ulic a číslování domů, po schválení plenárními zasedáními místních a okresních orgánů stanovovala rada krajského národního výboru, změny byly vyhlašovány ministerstvem vnitra v Ústředním věstníku ČSR a ČR. Na základě § 27 zákona č. 425/1990 Sb., o okresních úřadech, přešlo rozhodování o změnách jmen na okresní úřady.

## Typy obcí
Menší obce tvořené zpravidla jednou nebo několika vesnicemi a přilehlým územím se nazývají prostě obcemi.
Z hlediska státní správy se obce, které jsou pověřené širší působností státní správy, označují jako obec s pověřeným obecním úřadem (neoficiálně též obec II. stupně, často jde o města), obce s ještě větším rozsahem působnosti obec s rozšířenou působností (někdy se neoficiálně označuje jako obec III. stupně nebo jako malý okres, ve všech případech jde o města).
Historický titul městys (městec, městečko) souvisel původně s právem pořádat týdenní a dobytčí trhy. Kolem roku 1950 se přestal používat, od roku 2006 byl obnoven.
Město je zvláštní titul některých, zpravidla větších a významnějších obcí. Mnohá města mají tento titul nepřetržitě již z dob monarchie. Obce, které o status města přišly v době socialismu, mají nárok na jeho vrácení, pokud nárok doloží a o vrácení požádají, přičemž lhůta pro žádost není stanovena a neplatí ani další omezující podmínky, například počet obyvatel (město Výsluní má necelých 300 obyvatel). Nově může být udělen za stanovených podmínek (například počet obyvatel alespoň 3000) předsedou Poslanecké sněmovny. V Česku bylo ke květnu 2023 celkem 610 měst (včetně statutárních měst a hlavního města). Město může sestávat z více původních měst nebo může zahrnovat i okolní vesnice, které nejsou samostatnými obcemi.
Statutární město je město, jemuž tento status přiznává zákon. Takové město může vlastní vyhláškou zvanou statut města zřídit městské části nebo městské obvody a přenést na ně části svých kompetencí. V Česku je 26 statutárních měst, ovšem jen část z nich využívá specifických práv z toho vyplývajících.
Krajské město je město, které je podle zákona sídlem kraje. Obdobně okresní město bývalo podle zákona sídlem okresu, třebaže okres není korporací, ale pouze územím. Krajské město nebo okresní město mohou ležet i mimo území svého kraje či okresu: Praha je krajským městem pro sousedící Středočeský kraj; Praha, Plzeň a Brno byly okresními městy pro sousedící okresy.
Hlavní město je status přiznaný zvláštním zákonem pouze Praze. De facto je Praha svého druhu statutárním městem. Praha je obcí, ale nevztahuje se na ni obecný zákon o obcích a zároveň má i postavení kraje. V minulosti v určitém období neměla Praha status ani obce ani kraje, ale byla zvláštní územní a správní jednotkou, přičemž některé okrajové části Prahy, připojené v letech 1968–1974, byly i po připojení k Praze označovány jako obce. Nyní jsou městskými částmi.

## Vznik, zánik a území obce
Území každé obce je vymezeno jedním nebo více katastrálními územími. Zpravidla tvoří území obce navzájem sousedící katastrální území, avšak existují i obce, jejichž území není souvislé a některá část obce nesousedí se zbylým územím obce.

### Vznik a zánik obce
Podle současné právní úpravy Zákonem o obcích (který se nevztahuje na hlavní město Prahu) může nová obec vzniknout několika způsoby:
- sloučením dvou nebo více obcí, které spolu sousedí,[15] na základě jejich dohody; nová obec však nevzniká, pokud nejde o sloučení obcí, ale o připojení obce k jiné obci
- oddělením části obce od obce[16]
- zrušením nebo změnou vojenského újezdu[16]

Obvyklým způsobem zániku obce je její sloučení s jinou obcí.
Zánik obce z jiných důvodů, například v případě dlouhodobé neusnášeníschopnosti nebo neexistence zastupitelstva obce či vylidnění obce, zákon o obcích neupravuje. Pokud se volby v obci nekonají z důvodu nedostatečného počtu kandidujících, musí ministr vnitra vždy do 30 dnů po uveřejnění celkových výsledků voleb do zastupitelstev obcí vyhlásit dodatečné volby. Termíny dodatečných voleb jsou koordinovány s termíny opakovaných hlasování a voleb a nových voleb a v posledních 6 měsících funkčního období se již nekonají. Obec, která nemá zastupitelstvo, řídí správce určený ministrem vnitra, avšak uzavírání dohod o sloučení nebo připojení obce nepatří mezi jeho zákonem vymezené pravomoci. Ani státu či jeho orgánům zákon nedává pravomoc správním rozhodnutím zrušit takovou obec. Známým příkladem obce řízené mnoho měsíců správcem jsou zadlužené Prameny, kde k dodatečným volbám k 12. prosinci 2009 po rezignaci zastupitelstva nebyla podána v obci žádná kandidátní listina a údajně šlo o první takový případ v České republice.

### Slučování a připojování obcí
O sloučení obcí nebo o připojení jedné obce k jiné rozhoduje dohoda zastupitelstev obou obcí. Pokud do třiceti dnů od zveřejnění takového rozhodnutí je v některé z dotčených obcí podán platný návrh na konání místního referenda o této věci, je platnost dohody zastupitelstev podmíněna kladným výsledkem referenda v té obci, kde bylo jeho konání vyžádáno. Dohoda obcí musí obsahovat datum sloučení nebo připojení, výčet katastrálních území obce po sloučení nebo připojení, v případě sloučení název nově vznikající obce a sídlo jejích orgánů, v případě připojení obce výčet právních předpisů připojované obce, které po připojení budou platit pro celé území obce, v případě sloučení obcí výčet právních předpisů slučovaných obcí, které budou platit na celém území nové obce, výčet majetku, práv a závazků, právnických osob a organizačních složek připojované obce nebo slučovaných obcí. Dohoda o sloučení obcí nepodléhá souhlasu žádného státního orgánu; souhlasu ministerstvo vnitra však podléhá název sloučené obce, pokud je „jiný“ (zřejmě tím zákonodárce mínil jiný než název některé z dosavadních obcí). Sloučí-li se dvě nebo více obcí, z nichž alespoň jedna je městem, je nově vzniklá obec městem. Sloučí-li se dvě nebo více obcí, z nichž žádná není městem, ale alespoň jedna je městysem, je nově vzniklá obec městysem.
Sloučení nebo připojení lze provést jen k počátku kalendářního roku.

### Oddělení části obce
O oddělení části obce rozhoduje krajský úřad v přenesené působnosti na návrh obce, který podá obec na základě kladného výsledku místního referenda konaného v té části obce, která se chce oddělit. Krajský úřad musí vydat kladné rozhodnutí, pokud návrh obsahuje náležitosti dané zákonem. Pokud obec návrh nepodá do 30 dnů od vyhlášení výsledků referenda nebo pokud podá návrh, který je v rozporu s rozhodnutím přijatým v referendu, může návrh podat krajskému úřadu kterýkoliv občan obce. Podmínkou pro možnost oddělení části obce je, že jak oddělená část, tak zbytek obce má samostatné katastrální území sousedící nejméně se dvěma jinými obcemi nebo jednou obcí a cizím státem a má nejméně 1000 obyvatel. Zastupitelstvo obce ani obyvatelé zbývající části obce nemají právo oddělení blokovat. Oddělovaná část obce musí utvořit jeden přípravný výbor tvořený lichým počtem nejméně tří členů, který navrhuje uspořádání místního referenda, podílí se na jeho přípravě a konání, připravuje návrh na oddělení obce, jedná za nově vznikající obec a je účastníkem řízení o oddělení, nesmí však podat krajskému úřadu samotný návrh na oddělení. Název nově vzniklé obce podléhá souhlasu ministerstva vnitra.
Pokud se obec a přípravný výbor nedohodnou na rozdělení majetku, nemovitosti ve vlastnictví obce včetně příslušenství a souvisejících práv a závazků se rozdělují podle toho, ve kterém katastrálním území leží ke dni konání referenda. Jiné movité věci, finanční prostředky, závazky, podíly na právnických osobách založených obcí a ostatní práva se rozdělují podle počtu obyvatel; konkrétního určení se v případě nedohody může nově vznikající obec domoci určovací žalobou u soudu. Majetek musí být nové obci předán do 3 měsíců po ustavujícím zasedání zastupitelstva nové obce. V nově vzniklé obci platí všechny právní předpisy původní obce, dokud je nová obec pro své území nezruší nebo nenahradí.
Oddělí-li se část města a vzniknou dvě nebo více obcí, pak obec, které zůstane název dosavadního města nebo část jeho názvu, je i nadále městem. Oddělí-li se část městyse a vzniknou dvě nebo více obcí, pak obec, které zůstane název dosavadního městyse nebo část jeho názvu, je i nadále městysem.
Oddělení části obce lze provést jen k počátku kalendářního roku, přičemž návrh na oddělení musí být krajskému úřadu podán do 30. června předchozího roku.

### Změna hranic obce
Způsob a podmínky změn hranic obce stanoví příslušné zákony. Ke změně hranic obce může teoreticky, nakolik to umožňují zákony, dojít některým z těchto způsobů:
- připojením jiné obce
- připojením části obce z jiné obce (taková část obce podle zákona musí mít vlastní katastrální území)
- oddělením části obce od obce (oddělením části obce se v Zákoně o obcích rozumí pouze její osamostatnění)
- převedením části obce z jedné obce do jiné
- změnou hranic dotčené a sousední obce.

Změny hranic obcí, při nichž nedochází ke sloučení obcí, připojení obce nebo oddělení části obce, se uskutečňují na základě dohody zúčastněných obcí po projednání s příslušným katastrálním úřadem.

## Orgány obce
Orgánem obce je zastupitelstvo obce a rada obce. Navenek obec reprezentuje starosta, který stojí v čele obecního úřadu. U měst se orgány nazývají zastupitelstvo města, rada města, starosta a městský úřad, v čele statutárních měst a hlavního města však stojí místo starosty primátor a úřad města se nazývá magistrát, v názvech dalších orgánů je před slovem „města“ příslušný přívlastek („hlavního“, „statutárního“). Orgány městysů jsou zastupitelstvo městyse, rada městyse, starosta a úřad městyse. Orgán obce je i obecní či městská policie. Současné názvy obecních orgánů stanovil prvně zákon č. 76/1919 Sb. z. a n., ze dne 7. února 1919, „kterým se mění a doplňují některá ustanovení dosavadních obecních zřízení a městských statutů v Československé republice (Novela k obecním zřízením)“. Do roku 1919 se obecní rada označovala jako „obecní představenstvo“, zatímco obecnímu zastupitelstvu se říkalo „obecní výbor“.

### Zastupitelstvo obce
V oblasti samosprávy je zastupitelstvo obce hlavním samosprávným orgánem, rozhoduje usnesením a může přijímat obecně závazné vyhlášky. Schvaluje např. územní plán obce a její rozpočet, zřizuje a ruší obecní policii, rozhoduje o vyhlášení místního referenda či volí nebo odvolává starostu. Rozhodnutí zastupitelstva vykonává rada obce. Obecní samospráva rozhoduje mj. např. o opravě chodníků, otevření mateřské školky, má možnost poskytnout nízký pronájem obecních prostor a tím umožní např. zavedení soukromé lékařské ordinace v obci, zajišťuje osvětlení, dopravu do dalších obcí, zřizuje hřiště, autobusové zastávky, podporuje kulturní život v obci tím, že spolupracuje se spolky, pořádá výstavy, plesy.

### Rada obce
Rada obce je výkonným orgánem obce v oblasti samostatné působnosti obce. Při výkonu samostatné působnosti se odpovídá obecnímu zastupitelstvu. Obecní radě nepřísluší rozhodovat v oblasti přenesené působnosti obce, tj. není orgánem státní správy, s výjimkou vydávání obecně závazných vyhlášek. Při tomto výkonu přenesené působnosti je odpovědna krajskému úřadu.
Obecní rada je složena ze starosty, jeho zástupce či zástupců dalších radních, kteří jsou voleni obecním zastupitelstvem z řad jeho členů. Počet členů obecní rady musí být vždy lichý, při čemž nejméně má 5 a nejvýše 11 členů. Tento počet nesmí být vyšší než činí jedna třetina členů obecního zastupitelstva. V obcích, kde obecní zastupitelstvo má méně než 15 členů se obecní rada nevolí a úkoly, které by jinak plnila, zabezpečuje starosta. Zasedání obecní rady jsou na rozdíl od zasedání obecního zastupitelstva neveřejná. Obecní rada se schází podle potřeby a usnáší se většinou hlasů svých členů.

### Starosta
Hlavním úkolem starosty je zastupování obce navenek. V jeho nepřítomnosti je zastupován místostarostou. Starostu a místostarostu může vykonávat pouze občan České republiky. Jsou voleni zastupitelstvem obce, kterému také za svou funkci zodpovídají. Do pravomoci starosty se řadí:
- jmenování a odvolávání tajemníka obecního úřadu,
- rozhodování záležitostí svěřených od rady obce,
- zařízení přezkoumání hospodaření obce za kalendářní rok,
- poskytování informací o činnosti obce veřejnosti,
- uzavírání a ukončování pracovního poměru se zaměstnanci obce,
- svolávání zastupitelstva obce,
- řízení zastupitelstva obce.

### Správce obce
Správce obce je jmenován ministrem vnitra v některých případech, kdy volené orgány obce neexistují. Na tuto dobu má omezené pravomoci starosty, zastupitelstva a rady obce.

### Obecní úřad
Obecní úřad plní úkoly, které mu uloží obecní rada nebo zastupitelstvo a pomáhá jednotlivým komisím a výborům obecního zastupitelstva v jejich činnosti. V obcích s rozšířenou působností a obcích s pověřeným obecním úřadem musí a v ostatních obcích může být jmenován tajemník obecního úřadu, který je zaměstnancem obce a jehož jmenování i odvolání podléhá souhlasu ředitele krajského úřadu. V hlavním městě se obdobná funkce jmenuje ředitel magistrátu. Tajemník podle zákona fakticky řídí obecní úřad a je přímo podřízený starostovi či primátorovi, který stojí v čele úřadu.

## Výkon veřejné správy
Při výkonu veřejné správy se u obcí rozlišuje samostatná a přenesená působnost. Obec v rámci své samostatné působnosti spravuje sama záležitosti, které jsou v jejím zájmu a v zájmu jejích občanů, pokud je nespravuje kraj. Jde o projev územní samosprávy. Obecní úřad zároveň v rámci přenesené působnosti vykonává státní správu v rozsahu vyplývajícím ze zákonů, přičemž některé obce mají některé působnosti přenesené působnosti nejen pro vlastní území, ale i pro území širšího správního obvodu.

### Přenesená působnost
Při výkonu státní správy, která byla obci zákonem svěřena, se rozlišují:
- obce prvního typu – veškeré obce, vydané nařízení se vztahuje jen na svoje území,
- obce druhého typu – jedná se o obce s pověřeným obecním úřadem, nařízení se vztahují na svoje území i na jeho správní obvod,
- obce třetího typu – obec s rozšířenou působností, veškeré obce s rozšířenou působností a obce druhého typu.

### Samostatná působnost
Pokud se obec stará o své záležitosti samostatně, jedná se o samostatnou působnost obce a při ní se musí řídit zákonem. Zásahy do samostatných záležitostí obce lze také stanovit jen podle zákona. Tyto záležitosti se týkají především samostatné obce a občanů, stará se hlavně o uspokojování potřeb v oblasti bydlení, zdraví, ochrany, dopravy, vzdělání, kulturního rozvoje, výchovy a ochrany veřejného pořádku. Obec může založit právnickou osobu nebo organizační složku obce za účelem výkonu samostatné působnosti.
Členění:
- vyšší územní samosprávné celky – veřejnoprávní korporace, územní společenství občanů,
- územní jednotky – jednotlivé části republiky.

## Hospodaření obce
Obec musí hospodárně využívat svůj majetek, musí o něj pečovat a chránit ho před různými způsoby zničení. V případě nevyužitého majetku musí zvolit vhodné způsoby vynaložení s tímto majetkem. Obce musí vést své účetnictví poctivě a hlavně dle zákona o účetnictví. Stát ručí za závazky a hospodaření obce pouze na základě smlouvy. Obec může ručit za závazky fyzických a právnických osob týkajících se bytových družstev, honebních společenstev, závazků, jejichž zřizovatelem je obec, kraj nebo stát. Tyto závazky je potřeba sledovat, aby nedošlo k jejich promlčení nebo zániku. Za jiné závazky obec neručí. Hospodaření obce musí být přezkoumané krajským úřadem nebo auditorem. Toto přezkoumání bývá za každý uplynulý kalendářní rok. Vzniklé náklady související s přezkoumáním se hradí z rozpočtových prostředků obce. Výsledek přezkoumání bývá projednáván spolu se závěrečným účtem zastupitelstvem obce do 30. června následujícího roku.

## Funkce obce
Mezi hlavní funkci obce spadá zajištění veřejných a občas také polotržních statků pro své obyvatelstvo. Jedná se především o čtyři typy statků:
- Upřednostněné statky – jsou to takové statky, kdy jejich spotřeba je dána zákonem, který zajistí jejich spotřebování. O těchto statcích rozhoduje stát, především o jejich poskytování a spotřebě. Jedná se například o školství a zdravotnictví. Stát může přenést pravomoc k zabezpečování těchto statků na samosprávní územní celky za předpokladu, že je může hospodárněji zabezpečit.

- Národní veřejné statky – jedná se o takové statky, kdy občanovi nelze zamezit v jejich spotřebě. Nelze zde zjistit podíl spotřeby statku na občana. Jde především o údržby silnic, o úpravu vodních toků a zabezpečování výstavby.
- Místní veřejné statky – sem spadají takové statky, které slouží místnímu obyvatelstvu, jsou tedy místně ohraničeny a mají charakter smíšených veřejných statků. Jde například o místní policii, místní komunikaci, veřejné osvětlení, zásobování vodou z vodovodu, kanalizace, odvoz odpadků. Některé jsou služby poplatkové, ale na některé přispívá obec ze svého rozpočtu.
- Poplatkové služby – u těchto statků lze zjistit spotřeba na jednotlivce, podle ní se stanoví uživatelský poplatek, například stočné, vodné a kulturní služby. U poplatkových služeb se dodržuje zásada prospěchu u veřejného sektoru.

## Zákony
V České republice je problematika obcí a měst upravena zákonem č. 128/2000 Sb., o obcích (obecní zřízení), a zákonem č. 131/2000 Sb., o hlavním městě Praze.